# 軟體維護者
在自由及开放源代码软件中，软件維護者或是套件維護者通常是一個或更多從源代码構建成二進位软件包供散發、提交修補程式或是組織在代碼庫中的原始碼。 
維護者通常會對構建完成的軟體包進行加密簽署，讓其他人可以驗證其真實性。